# Sam Querrey
Samuel Austin Querrey (* 7. října 1987 San Francisco, Kalifornie) je bývalý americký profesionální tenista hrající pravou rukou. Ve své kariéře na okruhu ATP World Tour vyhrál deset singlových a pět deblových turnajů. Na challengerech ATP a okruhu ITF získal sedm titulů ve dvouhře.
Na žebříčku ATP byl ve dvouhře nejvýše klasifikován v lednu 2018 na 11. místě a ve čtyřhře pak v květnu 2010 na 23. místě. Trénuje ho bývalý americký tenista Craig Boynton.
Na nejvyšší grandslamové úrovni se v mužské dvouhře nejdále probojoval do semifinále Wimbledonu 2017, na němž vyřadil světovou jedničku Andyho Murrayho. Na londýnském majoru 2016 také přehrál prvního muže žebříčku Novaka Djokoviće a skončil ve čtvrtfinále. V mužském deblu si semifinále zahrál na US Open 2015 v páru s krajanem Stevem Johnsonem. Po boku Američanky Bethanie Mattekové-Sandsové skončili jako poražení finalisté ve smíšené čtyřhře US Open 2015, když nestačili na Martinu Hingisovou s Leandrem Paesem.
V americkém daviscupovém týmu debutoval jako 20letý v roce 2008 semifinálem Světové skupiny proti Španělsku, když ve dvouhrách podlehl Rafaelu Nadalovi a Felicianu Lópezovi. Američané prohráli 1:4 na zápasy. Do září 2018 v soutěži nastoupil k třinácti mezistátním utkáním s bilancí 9–9 ve dvouhře a 1–0 ve čtyřhře.
Spojené státy americké reprezentoval na Letních olympijských hrách 2008 v Pekingu, kde v mužské dvouhře vypadl v úvodním kole s Rusem Igorem Andrejevem. Do mužské čtyřhry nastoupil s Jamesem Blakem. Soutěž však opustili po porážce v prvním kole od osmé nasazené dvojice Rusů Igor Andrejev a Nikolaj Davyděnko.

## Fanklub
Querreyho fanklub, přezdívaný „Samurai Club“, vytvořili spolužáci ze střední školy. Jeho členové navštěvují turnaje a tenistu podporují s nápisem „S-A-M-M-Y“ na obnažených hrudích.

## Finále na Grand Slamu

### Smíšená čtyřhra: 1 (0–1)
| Stav      | rok  | turnaj  | povrch | spoluhráčka                 | soupeři ve finále              | výsledek         |
| --------- | ---- | ------- | ------ | --------------------------- | ------------------------------ | ---------------- |
| Finalista | 2015 | US Open | tvrdý  | Bethanie Matteková-Sandsová | Martina Hingisová Leander Paes | 4–6, 6–3, [7–10] |

## Finále na okruhu ATP World Tour
| Legenda (před/od 2009)                                      |
| D – dvouhra; Č – čtyřhra                                    |
| Grand Slam (0)                                              |
| Turnaj mistrů (0)                                           |
| ATP Masters Series / ATP Tour Masters 1000 (1–2 Č)          |
| ATP International Series Gold / ATP Tour 500 (2–0 D; 1–2 Č) |
| ATP International Series / ATP Tour 250 (8–10 D; 3–4 Č)     |

| Tituly dle povrchu    |
| --------------------- |
| tvrdý (8–4 D; 2–5 Č)  |
| antuka (1–2 D; 3–3 Č) |
| tráva (1–4 D)         |
| koberec (0–0)         |

### Dvouhra: 20 (10–10)
| Stav      | č.  | datum             | turnaj                         | povrch    | soupeř ve finále      | výsledek                |
| --------- | --- | ----------------- | ------------------------------ | --------- | --------------------- | ----------------------- |
| Vítěz     | 1.  | 9. března 2008    | Las Vegas, Spojené státy       | tvrdý     | Kevin Anderson        | 4–6, 6–3, 6–4           |
| Finalista | 1.  | 17. ledna 2009    | Auckland, Nový Zéland          | tvrdý     | Juan Martín del Potro | 4–6, 4–6                |
| Finalista | 2.  | 12. července 2009 | Newport, Spojené státy         | tráva     | Rajeev Ram            | 7–6(7–3), 5–7, 3–6      |
| Finalista | 3.  | 26. července 2009 | Indianapolis, Spojené státy    | tvrdý     | Robby Ginepri         | 2–6, 4–6                |
| Vítěz     | 2.  | 2. srpna 2009     | Los Angeles, Spojené státy (1) | tvrdý     | Carsten Ball          | 6–4, 3–6, 6–1           |
| Finalista | 4.  | 29. srpna 2009    | New Haven, , Spojené státy     | tvrdý     | Fernando Verdasco     | 4–6, 6–7(6–8)           |
| Vítěz     | 3.  | 21. února 2010    | Memphis, Spojené státy         | tvrdý (h) | John Isner            | 6–7(3–7), 7–6(7–5), 6–3 |
| Finalista | 5.  | 11. dubna 2010    | Houston, Spojené státy         | antuka    | Juan Ignacio Chela    | 7–5, 4–6, 3–6           |
| Vítěz     | 4.  | 9. května 2010    | Bělehrad, Srbsko               | antuka    | John Isner            | 3–6, 7–6(7–4), 6–4      |
| Vítěz     | 5.  | 13. června 2010   | Londýn, Spojené království     | tráva     | Mardy Fish            | 7–6(7–3), 7–5           |
| Vítěz     | 6.  | 1. srpna 2010     | Los Angeles, Spojené státy (2) | tvrdý     | Andy Murray           | 5–7, 7–6(7–2), 6–3      |
| Vítěz     | 7.  | 29. července 2012 | Los Angeles, Spojené státy (3) | tvrdý     | Ričardas Berankis     | 6–0, 6–2                |
| Finalista | 6.  | 12. dubna 2015    | Houston, Spojené státy (2)     | antuka    | Jack Sock             | 6–7(9–11), 6–7(2–7)     |
| Finalista | 7.  | 27. června 2015   | Nottingham, Spojené království | tráva     | Denis Istomin         | 6–7(1–7), 6–7(6–8)      |
| Vítěz     | 8.  | 21. února 2016    | Delray Beach, Spojené státy    | tvrdý     | Rajeev Ram            | 6–4, 7–6(8–6)           |
| Vítěz     | 9.  | 4. března 2017    | Acapulco, Mexiko               | tvrdý     | Rafael Nadal          | 6–3, 7–6(7–3)           |
| Vítěz     | 10. | 6. srpna 2017     | Los Cabos, Mexiko              | tvrdý     | Thanasi Kokkinakis    | 6–3, 3–6, 6–2           |
| Finalista | 8.  | 18. února 2018    | New York, Spojené státy        | tvrdý (h) | Kevin Anderson        | 6–4, 3–6, 6–7(1–7)      |
| Finalista | 9.  | 29. června 2019   | Eastbourne, Spojené království | tráva     | Taylor Fritz          | 3–6, 4–6                |
| Finalista | 10. | 26. června 2021   | Mallorca, Španělsko            | tráva     | Daniil Medveděv       | 4–6, 2–6                |

### Čtyřhra: 13 (5–8)
| Stav      | č. | datum             | turnaj                          | povrch    | spoluhráč         | soupeři ve finále                     | výsledek                   |
| --------- | -- | ----------------- | ------------------------------- | --------- | ----------------- | ------------------------------------- | -------------------------- |
| Vítěz     | 1. | 14. února 2010    | San José, Spojené státy         | tvrdý (h) | Mardy Fish        | Benjamin Becker Leonardo Mayer        | 7–6(7–3), 7–5              |
| Vítěz     | 2. | 21. února 2010    | Memphis, Spojené státy          | tvrdý (h) | John Isner        | Ross Hutchins Jordan Kerr             | 6–4, 6–4                   |
| Finalista | 1. | 2. května 2010    | Řím, Itálie                     | antuka    | John Isner        | Bob Bryan Mike Bryan                  | 2–6, 3–6                   |
| Finalista | 2. | 9. dubna 2011     | Houston, Spojené státy          | antuka    | John Isner        | Bob Bryan Mike Bryan                  | 7–6(7–4), 2–6, [5–10]      |
| Vítěz     | 3. | 15. května 2011   | Řím, Itálie                     | antuka    | John Isner        | Mardy Fish Andy Roddick               | w/o                        |
| Finalista | 3. | 18. března 2012   | Indian Wells, Spojené státy     | tvrdý     | John Isner        | Marc López Rafael Nadal               | 2–6, 6–7(3–7)              |
| Vítěz     | 4. | 15. dubna 2012    | Houston, Spojené státy          | antuka    | James Blake       | Treat Conrad Huey Dominic Inglot      | 7–6(16–14), 6–4            |
| Finalista | 4. | 5. srpna 2012     | Washington, D.C., Spojené státy | tvrdý     | Kevin Anderson    | Treat Conrad Huey Dominic Inglot      | 6–7(5–7), 7–6(9–7), [5–10] |
| Runner-up | 5. | 27. července 2014 | Atlanta, Spojené státy          | tvrdý     | Steve Johnson     | Vasek Pospisil Jack Sock              | 3–6, 7–5, [5–10]           |
| Finalista | 6. | 14. února 2016    | Memphis, Spojené státy          | tvrdý (h) | Steve Johnson     | Mariusz Fyrstenberg Santiago González | 4–6, 4–6                   |
| Vítěz     | 5. | 21. května 2016   | Ženeva, Švýcarsko               | antuka    | Steve Johnson     | Raven Klaasen Rajeev Ram              | 6–4, 6–1                   |
| Finalista | 7. | 8. ledna 2017     | Brisbane, Austrálie             | tvrdý     | Gilles Müller     | Thanasi Kokkinakis Jordan Thompson    | 6–7(7–9), 4–6              |
| Finalista | 8. | 29. října 2017    | Vídeň, Rakousko                 | tvrdý (h) | Marcelo Demoliner | Rohan Bopanna Pablo Cuevas            | 6–7(7–9), 7–6(7–4), [9–11] |

## Postavení na konečném žebříčku ATP

### Dvouhra
| Rok    | 2003  | 2004 | 2005   | 2006   | 2007  | 2008  | 2009  | 2010  | 2011  | 2012  | 2013  | 2014  | 2015  | 2016  | 2017  |
| Pořadí | 1405. | ▼ x  | ▲ 756. | ▲ 127. | ▲ 63. | ▲ 39. | ▲ 25. | ▲ 18. | ▼ 93. | ▲ 22. | ▼ 46. | ▲ 35. | ▼ 59. | ▲ 31. | ▲ 13. |

### Čtyřhra
| Rok    | 2005  | 2006   | 2007   | 2008   | 2009   | 2010  | 2011  | 2012  | 2013   | 2014  | 2015  | 2016  | 2017  |
| Pořadí | 1422. | ▲ 828. | ▲ 109. | ▼ 205. | ▲ 152. | ▲ 30. | ▼ 38. | ▼ 45. | ▼ 220. | ▲ 64. | ▲ 38. | ▼ 97. | ▲ 57. |